# Ростислав (князь великоморавський)

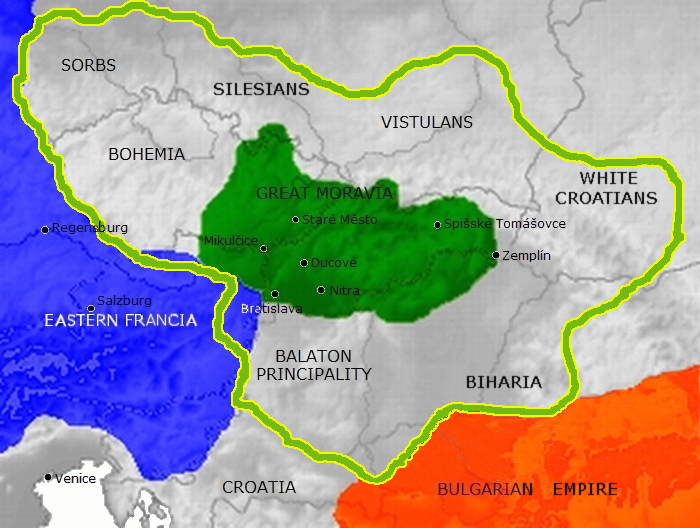
Велика Моравія в часи Ростислава (зелений колір). Зелена лінія показує межі Великої Моравії після територіальної експансії Святополка I (894).

Ростислав (чеськ. Rostislav, словац. Rastislav) (* близько 820 — † після 870) — другий князь ранньофеодальної Великої Моравії. Під час його князювання у Велику Моравію прийшли з Візантії «учителі словенські» Кирило і Мефодій. 1994 року канонізований православною церквою в Пряшеві та Брно.

## Початок князювання
846 року Людовик II Німецький, король Східно-Франкського королівства посадив на великоморавський престол Ростислава, сподіваючись, що ним можна буде легше управляти, ніж його попередником Моймиром І. Під час перших років свого князювання Ростислав уникав сутичок та війн із сусідніми країнами, але вже у 850 році позбувся впливу Людовика II, відкрито підтримував його ворогів та вигнав баварських місіонерів з країни.
855 року Людовик з великою армією напав на Великоморавію біля фортеці Девін (словац. Devín), біля сучасної Братислави, де зруйнував околицю, але був відбитий. Перемога Ростислава стала такою переконливою, що він наважився зробити навіть каральну експедицію — набіг у Східну марку, що підняло його авторитет і могутність його держави. З цього моменту починаються тривалі війни з франками, і можна припустити, що їх метою було досягнення повної незалежності від Східно-Франкського королівства.

## Війни 858—863 років
Людовик II 858 року мав задум підкорити одразу всі сусідні слов'янські племена, які проживали на схід від кордонів його держави (ободритів, линян, великоморавських слов'ян), і готовий був кинути 3 групи військ, але свій задум не здійснив через війну з власним братом Карлом II Лисим, якого не переміг, та через заколот у Баварії, де повстав проти нього маркграф Чеської марки Ернест. 861 року Людовик II придушив баварське повстання і Ернеста та його близьких покарав.
Крім того, 858 року союзником Ростислава став син Людовика II, Карломан II, з 856 року маркграф Східної та Карантанської марки. Поки Карломан у 861 відсторонив від влади всіх графів вірних Людовику та замінив їх власними, Ростислав напав на союзника Людовика Прібіну й убив його. Потім Ростислав з Карломаном здійснили спільний похід проти Східно-Франкського королівства і зайняли територію аж до річки Інн. Хоч Карломан 862 року підкорився батькові, який його залишив управляти Східною маркою, через кілька місяців знову об'єднався з Ростиславом і Людовик поклявся, що Карломан вже не може отримати жодного титулу. У 863 році Людовик переміг свого сина тим, що симулював спільний франко-болгарський військовий похід проти Ростислава, що йому дозволило покінчити союз Ростислава з Карломаном і, врешті—решт, здійснити неочікуваний напад на Карломана, замість нападу на Ростислава. Карломан був переможений і втік. Його колишні володіння були розділені на дві частини: Східну марку та Карантанію. Людовик побоювався, що Карломан втече до Ростислава, але той незабаром вкотре підкорився батькові.

## Візантійська місія—Кирило і Мефодій

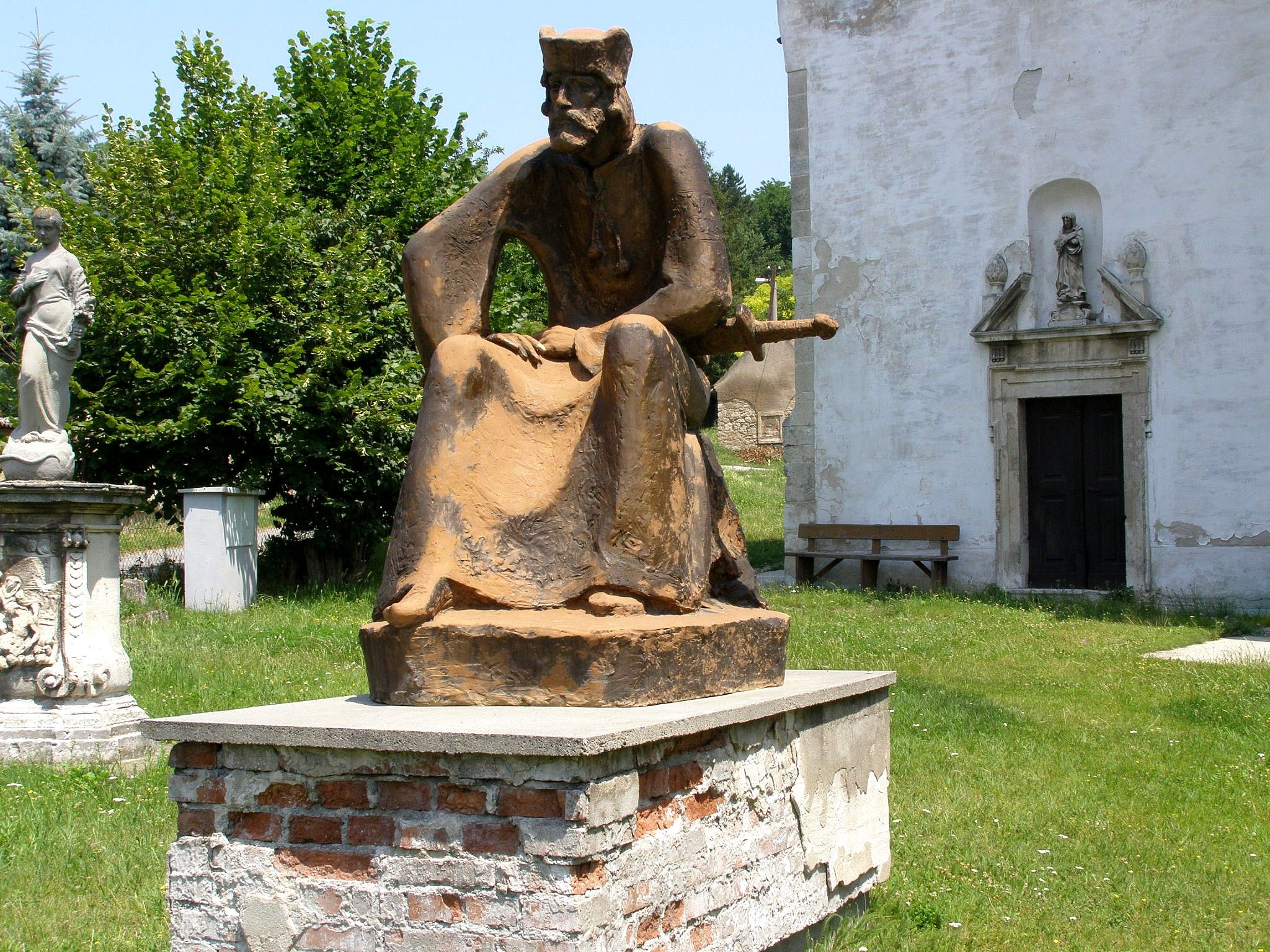
Пам'ятник Ростиславу біля костьолу св. Хреста

Приблизно в тій добі (861 року) Ростислав вирішив, що остаточно покінчить з впливом східних франків у Великоморавії. Тому звернувся до папи римського з проханням надати вчителів, які б могли вишколити місцевих священиків (згідно з декотрими джерелами хотів єпископа). На теренах Великоморавії місійною діяльністю серед язичників займався Теомар Зальцбурзький, який очолював на цій території канонічну кафедру. Пізніше візантійські священики, які діяли у Великоморавії запропонували звернутися з цим самим проханням до візантійського імператора Михаїла ІІІ. Ростислав разом із Святополком так вчинили 861 або 862 року. Михаїл ІІІ, який в переддень схизми радо використав такий шанс і приблизно 863 року прислав Кирила і Мефодія.

## 864
Влітку 863 року коли Людовик II Німецький об'єднався з болгарським царем Борисом І і переміг Карломана, Ростислав перебував у фортеці Девін, в сучасній Братиславі, тобто на кордоні Великоморавії, де готувався до оборони. Влітку 864 року Людовик здійснив очікуваний великий похід. При Туллні переправився через Дунай і дістався аж під Девін, де Ростислава оточив. Східнофранкське військо було в перевазі. При цій події вперше письмово згадується Девін. Подібно як 855 року цього разу Людовикові теж не вдалося могутню фортецю здобути, але виникла безвихідна ситуація, бо Ростислав не мав куди з оточення втекти. Врешті-решт домовились на такому компромісі: Людовик повернувся (не напав на Великоморавію), а Ростислав присяг Людовику «вірність на вічні віки». Ростислав уклав такий мир в надії утримати нову християнізаційну справу, яка тільки починалася після приходу учителів Кирила і Мефодія.
Однак Ростислав свою клятву вірності дотримував лише настільки, що перестав нападати на землі Людовика. На незалежності Великоморавії нічого не змінилося, і Ростислав надалі був охоронцем неспокійних у Східно-Франкському королівстві.

## Святополкове Нітранське князівство
В кінці 50-их років 9 ст., Святополк I, племінник Ростислава, став князем удільного Нітранського князівства. Після чергового невдалого нападу східних франків 867 року, Ростислав дарував (дава до лена) Святополку це князівство (значить цілу східну частину Великоморавії). Найпізніше в цьому році дійшло де-факто до розподілу Великоморавії на дві частини, причому вже давно до того Святополк не був лише одним з князів підпорядкованих Ростиславу, але прямо його співволодарем. «Фулдські анали», наприклад, згадують Нітранське князівство як «країну Святополка» і відрізняють його від власне Великоморавії. Так само папа римський 869 року адресував листа «Gloria in excelsis» Ростиславу, Святополку та Коцелю (їхні Моравське, Нітранське та Панонське князівства творили архієпархію Мефодія). А також посольство до Михаїла ІІІ 862 року, з якого пізніше взяла початок місія солунських братів, Ростислав зі Святополком відправляли разом.

## Східно-Франкська окупація
Як Ростислав, так і Святополк були змушені у 868–869 роках відбивати чергові напади східних франків. 870 року Святополк перейшов на сторону ворога і визнав суверенітет східних франків над його Нітранським князівством. Після того, як Ростислав намагався полонити Святополка, Святополк у свою чергу дав полонити Ростислава і віддав його в листопаді 870 до рук східних франків. Крім того вислали власних графів Вільяма та Енгельшалька як регентів у Моравське князівство Ростислава. Святополк у Нітранському князівстві, який тоді надіявся, що стане володарем і в тій частині Великоморавії, яка належала Ростиславові, відмовився визнати східно-франкську окупацію, за що його разом з Мефодієм ув'язнили. Влітку 871 року під проводом Славомира виникло великоморавське повстання проти східно-франкських регентів. Франки звільнили Святополка за умови, що їм допоможе придушити повстання. Однак звільнений Святополк обернувся проти франків, переміг, і став новим володарем Великоморавії. Його перемога означала остаточний кінець будь-якої надвлади східних франків у Великоморавії.

## Смерть
Ростислава відправили до Баварії, в Регенсбурзі його засудили на смерть, однак король Людовик йому дав милість, і так його «лише» осліпили. По тому, князь помер в якомусь з монастирів.[джерело?]
Після смерті Ростислава у Великій Моравії почалася боротьба за владу. Претензії на престол висунув Святополк, який у підсумку переміг кандидатів Людовика, східно-франкських маркграфів Вільгельма II і Енгельшалька I.